# ميخائيل مايرز (محامي)
ميخائيل مايرز (بالإنجليزية: Michael Myers)‏ هو قاضي ومحامي نيوزيلندي، ولد في 7 سبتمبر 1873 في Motueka ‏ في نيوزيلندا، وتوفي في 8 أبريل 1950 في ويلينغتون في نيوزيلندا.